# Эссом-сюр-Марн
Эссо́м-сюр-Марн (фр. Essômes-sur-Marne) — коммуна на севере Франции, регион О-де-Франс, департамент Эна, округ Шато-Тьерри, центр одноименного кантона. Расположена в 2 км к юго-западу от Шато-Тьерри, в 8 км от автомагистрали А4 "Эст", на правом берегу реки Марна.
Население (2018) — 2 760 человек.

## Достопримечательности
- Готическая церковь Святого Ферреола XIII века — единственное сохранившееся здание бывшего аббатства Эссом
- Протестантский храм де Монно
- Шато ла Маржолен

## Экономика
Структура занятости населения:
- сельское хозяйство — 27,4 %
- промышленность — 27,7 %
- строительство — 2,8 %
- торговля, транспорт и сфера услуг — 25,1 %
- государственные и муниципальные службы — 16,9 %

Уровень безработицы (2017) — 11,2 % (Франция в целом — 13,4 %, департамент Эна — 17,8 %). 

Среднегодовой доход на 1 человека, евро (2018) — 22 390 (Франция в целом — 21 730, департамент Эна — 19 690).
В 2010 году среди 1808 человек трудоспособного возраста (15-64 лет) 1396 были экономически активными, 412 — неактивными (показатель активности — 77,2 %, в 1999 году было 73,7 %). Из 1396 активных жителей работали 1245 человек (661 мужчина и 584 женщины), безработных было 151 (87 мужчин и 64 женщины). Среди 412 неактивных 124 человека были учениками или студентами, 185 — пенсионерами, 103 были неактивными по другим причинам.

## Демография
Динамика численности населения, чел.

## Администрация
Пост мэра Эссом-сюр-Марна с 2020 года занимает Жан-Поль Берго (Jean-Paul Bergault). На муниципальных выборах 2020 года возглавляемый им список победил в 1-м туре, получив 57,17 % голосов.
| Период | Период | Фамилия          | Партия                  | Примечания |
| ------ | ------ | ---------------- | ----------------------- | ---------- |
| 1981   | 1983   | Люсьен Делаж     | Разные левые            |            |
| 1983   | 2008   | Жерар Жезю       | Коммунистическая партия |            |
| 2008   | 2020   | Жан-Поль Клербуа | Разные левые            | учитель    |
| 2020   |        | Жан-Поль Берго   |                         |            |

## Галерея
- Церковь Святого Ферреола
- Виноградники на склонах